# جشمة زرد (كوهستان)
جشمة زرد (بالفارسية: چشمه زرد) هي قرية تقع في إيران في Kuhestan Rural District.